# Estación de Ballerup

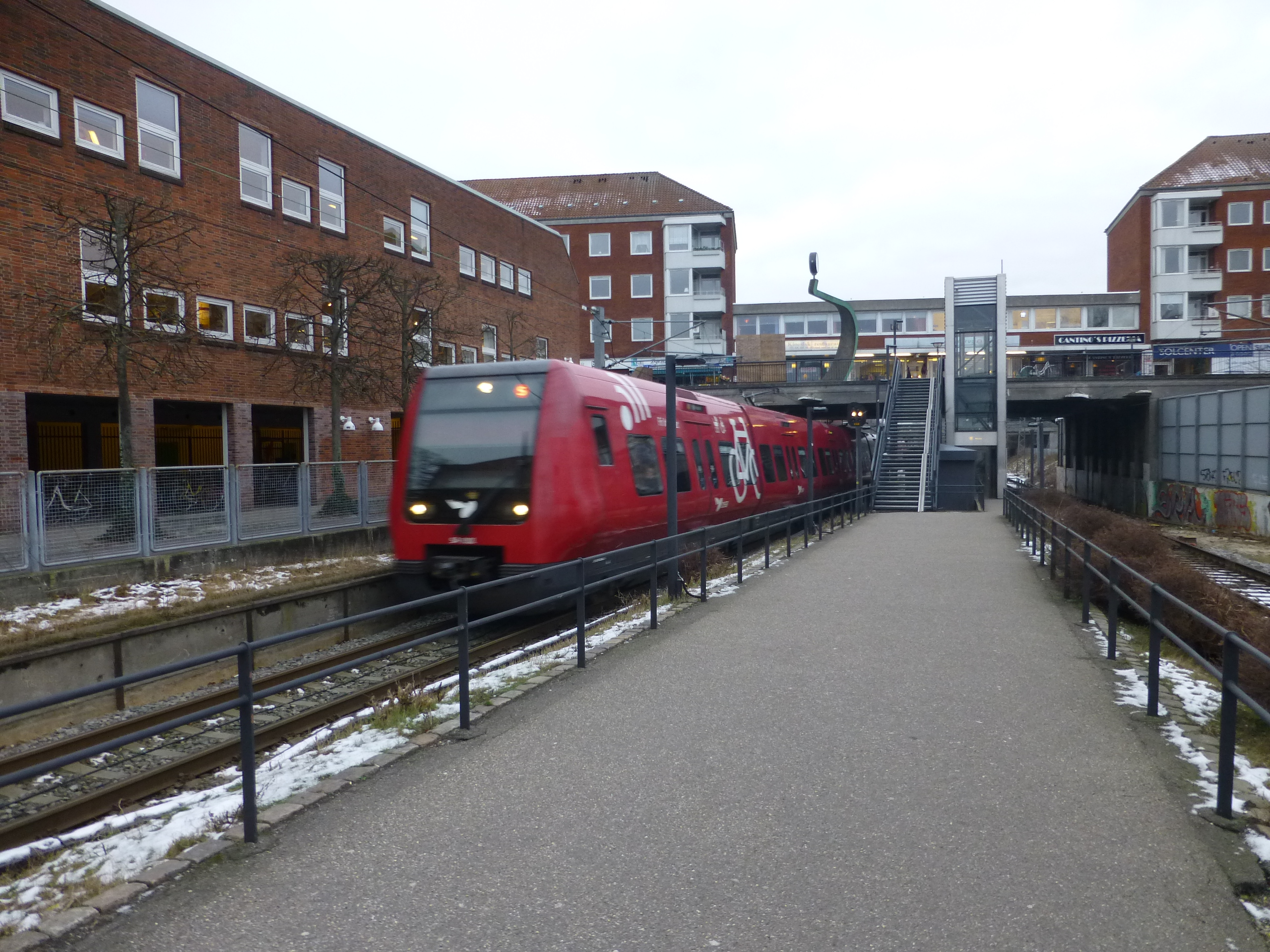
Un tren entrando en la estación.

La estación de Ballerup, en el centro de la ciudad de Ballerup, Dinamarca, es una de las estaciones de la línea del tren S (S-tog en danés) que lleva a Frederikssund. Esta línea es una de las seis que forman la red radial del ferrocarril S  que une Copenhague con poblaciones noroccidentales y otras de la costa oeste de la península de Selandia Septentrional.
Esta estación forma todo un complejo que incluye un centro comercial y una amplia estación de autobuses que es terminal de muchas de las líneas locales de autobús y de los autobuses que dan servicio a las zonas rurales que quedan fuera del corredor urbano que continúa hasta Frederikssund. Es, asimismo, terminal de la mayor parte de los trenes del servicio C.
Al oeste del andén hay vías de apartado y una placa giratoria entre las vías principales.

## Historia
La de Ballerup es una de las primeras estaciones del ferrocarril a Frederikssund, que se inauguró el 17 de junio de 1879. El 15 de mayo de 1949, la estación quedó incluida en la red ferroviaria S. Durante cuarenta años fue un nudo importante de correspondencias entre las líneas S y los trenes locales, alimentados con diésel. El 28 de mayo de 1989, la red S se amplió para dar servicio hasta Frederikssund.